# مظفر خان (سياسي هندي)
مظفر خان هو سياسي هندي ينتمي إلى حزب المؤتمر ترينامول لعموم الهند. اُنتخب في دائرة جمعية تشامبداني في الجمعية التشريعية للبنغال الغربية في عام 2011.